# 菅誠治
菅 誠治（すが せいじ、1963年 - ）は、日本の化学者、理学博士。岡山大学副学長、同大学大学院自然科学研究科教授などを務める。

## 概要
専攻は化学（特に有機化学、合成化学、電子移動化学）。
広島県出身。
- 1986年 - 名古屋大学理学部化学科卒業（指導教員：野依良治教授）
- 1994年 - 同　大学院理学研究科博士後期課程満了（指導教員：野依良治教授）
- 1995年 - オックスフォード大学博士研究員（指導教官：ジャック・エドワード・ボールドウィン教授）
- 1996年 - 京都大学大学院工学研究科合成・生物化学専攻助手
- 1999年 - 同　講師
- 2003年 - 同　助教授
- 2008年 - 岡山大学大学院自然科学研究科機能分子化学専攻教授
- 2017年 - 岡山大学理事・副学長（財務・施設担当）[1]
- 2019年 - 同　副学長（理工系改革担当）

## 活動
- 日本化学会

など